# O Fantasma
O Fantasma (Das Phantom) ist ein portugiesischer Film aus dem Jahr 2000 von João Pedro Rodrigues, der von der unabhängigen Firma Rosa Filmes produziert wurde.

## Handlung
Der junge, gutaussehende Sérgio arbeitet bei der Müllabfuhr in Lissabon. Er verbringt die Nächte bei der Arbeit und kommt dabei in der Stadt herum. Sérgio hat diverse flüchtige sexuelle Abenteuer mit anderen Männern, ist aber an keiner engeren Beziehung interessiert. Die Arbeitskollegin Fátima möchte ihm näherkommen, doch ist dieses Interesse nicht gegenseitig. Eines Nachts kommt er zu einem Haus, in dem ein junger Motorradfahrer bei seiner Familie lebt. Das Motorrad und vor allem sein Besitzer erwecken das Interesse von Sérgio und er fängt an, dem jungen Mann nachzustellen und ihn heimlich zu beobachten. Der weist Sergio jedoch zurück, bis dieser ihn fesselt, entführt und vergewaltigt. Der Film endet in traumhaften Sequenzen, in denen Sérgio auf einer Müllhalde herumklettert.

## Filmfestivals
Der Film wurde auf verschiedenen Filmfestivals vorgestellt.
57. Internationale Filmfestspiele von Venedig (im Wettbewerb)
2000 – Entrevues Film FestivalGroßer Preis für den besten fremdsprachigen Film
2001 – New York Lesbian and Gay Film FestivalBest feature
2001 – Golden Globe portoghesinominiert zum besten Schauspieler: Ricardo Meneses